# Кобиля-Гура (гміна)
Гміна Кобиля-Гура (пол. Gmina Kobyla Góra) — сільська гміна у північно-західній Польщі. Належить до Остшешовського повіту Великопольського воєводства.
Станом на 31 грудня 2011 у гміні проживало 6092 особи.

## Територія
Згідно з даними за 2007 рік площа гміни становила 128,95 км², у тому числі:
- орні землі: 49,00%
- ліси: 43,00%

Таким чином, площа гміни становить 16,70% площі повіту.

## Населення
Станом на 31 грудня 2011:
| Опис     | Загалом | Загалом | Чоловіки | Чоловіки | Жінки | Жінки |
| -------- | ------- | ------- | -------- | -------- | ----- | ----- |
| одиниця  | осіб    | %       | осіб     | %        | осіб  | %     |
| все      | 6092    | 100     | 3114     | 51,12    | 2978  | 48,88 |
| міське   | 0       | 100     | 0        |          | 0     |       |
| сільське | 6092    | 100     | 3114     | 51,12    | 2978  | 48,88 |

## Сусідні гміни
Гміна Кобиля-Гура межує з такими гмінами: Бралін, Кемпно, М'єндзибуж, Остшешув, Пежув, Сицув, Сосне.